# توئل (یوتا)
توئل (به انگلیسی: Tooele) شهری در ایالت یوتا کشور ایالات متحده آمریکا است که جمعیت آن در سرشماری سال ۲۰۱۰ میلادی، ۳۱٬۶۰۵ نفر بوده‌است.